# Círvia de cua groga
La círvia de cua groga (Seriola lalandi) és una espècie de peix de la família dels caràngids i de l'ordre dels perciformes.

## Morfologia
Els mascles poden assolir els 250 cm de longitud total i els 96,8 kg de pes.

## Distribució geogràfica
Es troba als oceans Índic i Pacífic (Sud-àfrica, Japó, Austràlia, Nova Zelanda, Nova Caledònia, Hawaii, l'Illa de Pasqua i des de la Colúmbia Britànica fins a Xile) i a l'Atlàntic oriental (illa de Santa Helena i Sud-àfrica).